# Bezit van staat
Bezit van staat is een rechtsfiguur uit het Belgisch personen- en familierecht.
Bezit van staat duidt de staat aan van een persoon in het gezin, meestal de staat van vader of in minder voorkomende gevallen van moeder.
In het Belgisch recht is het bezit van staat het hoogst mogelijke bewijsmiddel om iemands staat aan te tonen. Wanneer een man bijvoorbeeld bezit van staat heeft als vader jegens een kind, staat de afstamming onweerlegbaar vast (art. 324 BW). Dit bewijsmiddel primeert zelfs op andere bewijsmiddelen zoals DNA-onderzoeken. Bezit van staat is dus een juridische staat die niet noodzakelijk hoeft overeen te stemmen met de biologische werkelijkheid.
Dit kan in de praktijk soms leiden tot bijzonder pijnlijke situaties. Wanneer een vrouw binnen een huwelijk bevalt van een kind, wordt de echtgenoot geacht vader te zijn (art. 315 BW). Door zich als vader te gedragen krijgt de echtgenoot ook bezit van staat. Wanneer op latere leeftijd blijkt dat het kind geboren is uit ontrouw van de vrouw, blijft de echtgenoot vader, zelfs indien hij dit zelf niet wenst of indien de biologische vader het kind wil erkennen. Echter heeft het Grondwettelijk Hof, in een arrest van 3 februari 2011, geoordeeld dat het bezit van staat niet de enige reden mag zijn om afstamming langst de vaderszijde vast te stellen. Er kan dus een exceptie gemaakt worden in dit geval. Dit betekent dat de vordering van de vader die zijn eigen vaderschap betwist, niet meer automatisch onontvankelijk wordt gemaakt op basis van een louter bezit van staat ten aanzien van het kind.
Bezit van staat is in het Belgisch familierecht van zeer groot belang en speelt een grote rol indien men dit samen leest met de regels met betrekking tot de vaststelling van het vaderschap binnen het huwelijk (art. 315, 316bis, 326 BW).